# Schreibmotorik
Schreibmotorik wird als Gesamtheit der Bewegungsabläufe, die für das Schreiben von Hand notwendig sind, definiert. Hierbei wird auch der damit einhergehende motorische Schreiblernprozess betrachtet. Der Forschungsbereich der Schreibmotorik ist interdisziplinär ausgelegt. Er bezieht u. a. Erkenntnisse aus der Motorik, Hirnforschung, Neuropsychologie, Lernpsychologie, Pädagogik und Ergonomie mit ein. Durch kinematische Analysen der Schreibbewegungen routinierter, automatisierter Schreiber können Kriterien einer bewegungsgünstigen Handschrift, z. B. Buchstabenvereinfachungen, motorisch günstige Buchstabenanbindungen bzw. effektives Stiftabsetzen beim Schreiben festgestellt werden.

## Geschichte der Schreibmotorik
Steinwachs und Teuffel (1954) berichteten in ihrem Werk „Schreibmotorik und Schreibmaterial bei Grundschulkindern“, dass sich Goldscheider und Kraepelin, als Vertreter der Psychiatrie und Neurologie, bereits 1892 bzw. 1899 mit der Analyse schreibmotorischer Einzelfunktionen auseinandersetzten. In diesem Sinne führte der Kraepelinsche Arbeitskreis apparative und experimentelle Untersuchungen in Deutschland durch, um die Teilfunktionen des Schreibdrucks und -tempos zu analysieren.
1970 ging Grünewald davon aus, dass Schrift „eine vereinbarte, allgemeingültige Form ist, mit deren Hilfe Verständigung möglich wird“. Schreiben sei die Methode, um diese Kommunikationsform erst herstellen zu können. Der motorische Ablauf hinter dem Schreibprozess, die Bewegung des Schreibens [bzw. Schreibmotorik], sei das eigentliche Medium, das zur Schrift führt. Aussagen über das schreibmotorische Können einer Person könnten laut Grünewald (1970) nur mithilfe des Schreibens selbst ermittelt werden. Zu messende Schreibmerkmale und Vorgänge der Schreibmotorik waren zu seiner Zeit u. a. das Anhalten (Unterbrechung des Schriftzugs) sowie Halte- und Schreibzeiten (von Buchstaben und Sätzen). Hierfür entwickelte er den Skriptograph: Ein Gerät, das als Vorläufer der heutigen kinematischen Analysen angesehen werden kann. Erstmals wurde die Möglichkeit geboten, „Bewegungsabläufe beim Entstehen der Schrift festzuhalten und die Schreibbewegungen der Schreibform zuzuordnen“. Das Gerät maß die zuvor genannten Merkmale, das Vorliegen einer zittrigen Strichführung, den Schreibdruck und die Aufgliederung komplexerer Schreibbewegungen mechanisch. Es bestand aus zwei übereinander liegenden Papierbändern, die mithilfe von Elektromotoren über Bandspulen gezogen wurden, und einem Streifen Kohlepapier in der Mitte.
Durch die Entwicklung graphischer Tablets erlangte die schreibmotorische Forschung eine neue Qualität. Die Schreibbewegungen werden in Echtzeit erfasst und können mit einer entsprechenden Analysesoftware im Sinne kinematischer Schreibanalysen direkt untersucht werden.
Ab den 1990er Jahren untersuchte die Forschungsgruppe um Norbert Mai und Christian Marquardt die Kriterien und Einflussfaktoren automatisierten Schreibens und zeigte damit beispielsweise die kontraproduktive Wirkung bewusster Bewegungskontrolle beim Schreiben.
2012 wurde das Schreibmotorik Institut, u. a. mit Christian Marquardt als wissenschaftlichem Beirat für Motorik, gegründet. Das gemeinnützige Forschungsinstitut beschäftigt sich mit der Erforschung des Schreibens, insbesondere der Schreibmotorik. Es führt öffentlichkeitswirksame Aktionen zur Förderung bewegungsgünstigen Handschreibens durch und veranstaltet regelmäßig das „International Symposium on Handwriting Skills“.

## Kinematische Schreibanalyse
Bei kinematischen Schreibanalysen wird mit einem speziellen, elektronischen Schreibstift, einem Tablet und einer entsprechenden Analysesoftware gearbeitet. Dafür wird die Position des Schreibstifts (sowohl beim Schreiben als auch in der Luft) sowie der Schreibdruck auf das Tablet fortlaufend aufgezeichnet. Aus den ermittelten Daten können dann die Schreibgeschwindigkeit, die Beschleunigung und weitere kinematische Aspekte der Schreibbewegung berechnet werden.
Marquardt fasst zusammen, dass die kinematische Analyse zur Erforschung der Handschrift genutzt wird, um Modelle zur Schriftgenerierung und zur automatischen Schrifterkennung zu entwickeln. Der Schreibprozess wird auf Invarianzen untersucht oder es werden Entwicklungsaspekte des Schrifterwerbs erforscht.

## Bewegungsgünstiges Schreiben
Schreibbewegungen sind „feinmotorische Bewegungen der Finger und des Handgelenks, verbunden mit der Bewegung des Unterarms […], deren Ziel die Vermittlung eines Sinnzusammenhangs in einer Schrift ist“. Die schreibmotorische Forschung spricht von einem guten bzw. bewegungsgünstigen Schreibprozess, wenn das Handschreiben lesbar, flüssig, unverkrampft und effizient verläuft. Spezieller haben Parameter wie vereinfachte Buchstabenformen, geeignete Buchstabenverbindungen, Verminderung der Drehrichtungswechsel oder die Toleranzbereiche bei Anbindungspunkten bei der Beurteilung bewegungsgünstigen Schreibens eine zentrale Bedeutung. Zur kleinräumigen Ausgestaltung der Buchstabenformen und zur Vermeidung frühzeitiger Ermüdung sind eine hohe Finger- und Handgelenkbeweglichkeit mit geringem Griffdruck und eine günstige Stifthaltung wichtig.

## Schreibenlernen aus motorischer Sicht
Der Erwerb der Handschrift wird in der schreibmotorischen Forschung vor allem als motorisches Bewegungslernen aufgefasst. Neben dem Erlernen der Buchstabenform ist daher vor allem der Erwerb einer günstigen Schreibbewegung, wie z. B. eine angemessene Schreibgeschwindigkeit oder die Automatisierung der Schreibbewegung, entscheidend.
Halsband unterteilt den Schreiblernprozess in drei Phasen: Kinder schreiben zu Beginn mit kontrollierten und langsamen Bewegungen. Ihre Bewegungsmuster bezüglich der Buchstabenformen und der zeitlichen Abläufe sind irregulär. Das allmähliche motorische Lernen findet in der Zwischenphase statt, wobei die Schreibgeschwindigkeit beständig zunimmt. In der fortgeschrittenen Phase sind die Lernenden schließlich in der Lage automatisiert und schnell mit geschickten und gleichmäßigen Bewegungen zu schreiben.

## Automatisiertes Schreiben
Schreibt eine Person mit automatisierten Bewegungen, kann sie ihre gespeicherten motorischen Abläufe unbewusst abrufen. Sie muss somit keine gezielte Aufmerksamkeit auf den manuellen Schreibprozess richten, wodurch das Arbeitsgedächtnis entlastet wird. Nach Mai und Marquardt wird das nicht bewusste, automatisierte Schreiben mit einer hohen Geschwindigkeit, einem gleichmäßigen Schreibrhythmus und einer hohen Wiederholgenauigkeit gleicher Bewegungsabläufe durchgeführt.
Eine bewusste, visuelle Bewegungskontrolle beim Schreiben stört die automatisierte Ausführung. Dies könnte sich dadurch erklären lassen, dass die Augen einen bewegten Reiz in der für routinierte Schreiber üblichen Geschwindigkeit von 5 Hz nicht mehr mitverfolgen können. Will der Schreiber dennoch bewusst z. B. auf einzelne Buchstabendetails achten und den Schreibprozess visuell kontrollieren, muss er die Schreibgeschwindigkeit entsprechend reduzieren.

## Schreibmotorik und Grafomotorik
Sattler und Marquardt (2010) benutzen den Begriff der Schreibmotorik in bewusster Abgrenzung zu dem Begriff der Grafomotorik, der „allgemeiner auf die Erzeugung von Formen abzielt und die Qualität der dahinter stehenden Bewegungsmuster nur indirekt beschreibt“. Die Grafomotorik unterscheidet nicht zwischen dem einfachen Abmalen von Buchstaben und dem weitaus komplexeren Prozess des Schreibens. Wann eine Schreibbewegung ökonomisch ist, welche Einflussfaktoren dabei eine Rolle spielen und welche Bedeutung die bewusste visuelle Wahrnehmung beim Schreiben hat, wird nicht geklärt. In der Schreibmotorik hingegen wird auf derartige Aspekten Bezug genommen.